# Lokomotiva 486.0

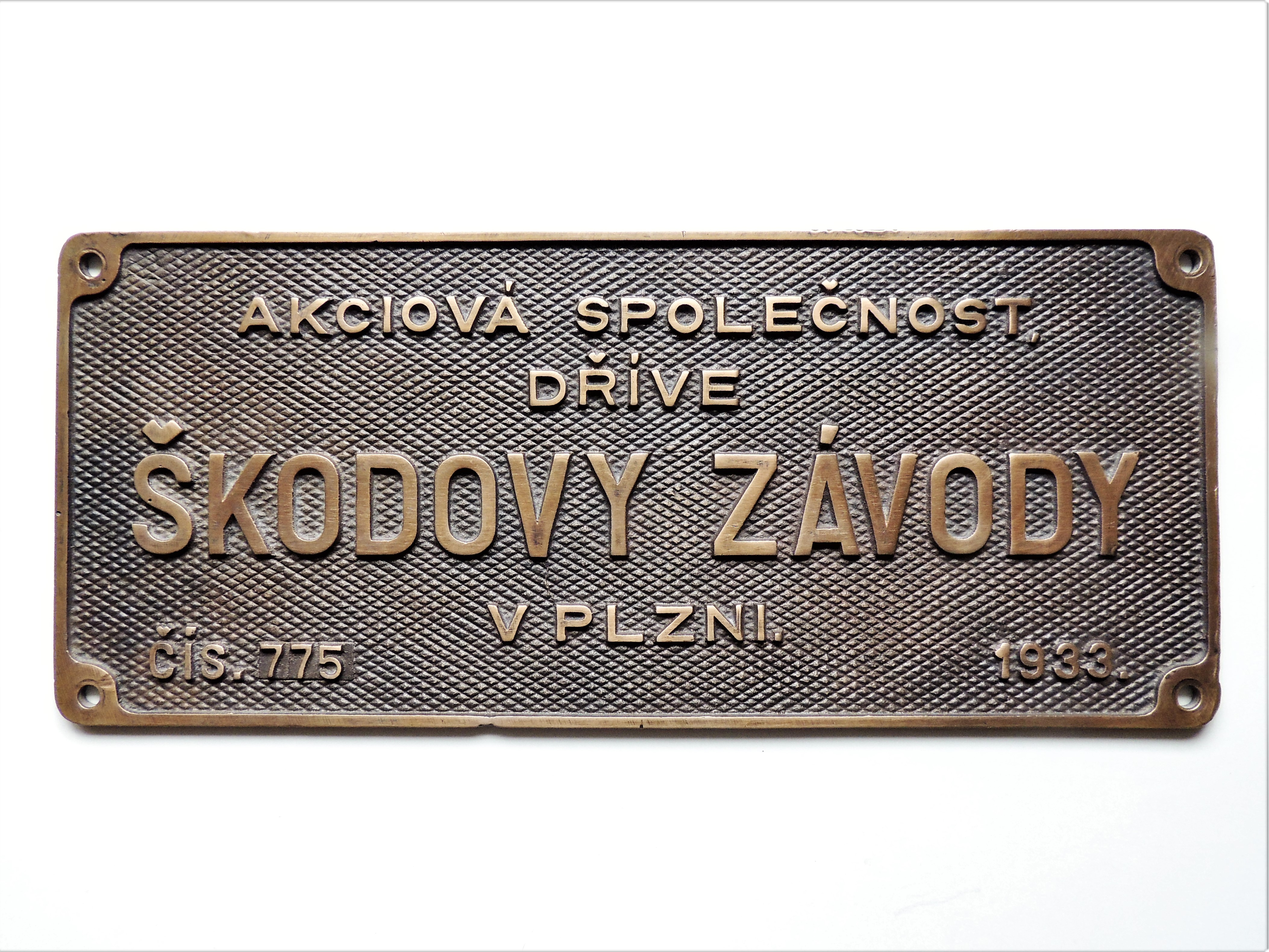

Lokomotiva 486.0, přezdívaná též zelený anton, je československá parní rychlíková lokomotiva. Jde o nejvýkonnější předválečnou rychlíkovou lokomotivu a přímého předchůdce pozdější řady 498.0. Lokomotiva vychází z řady 387.0, jež byla úspěšně vyráběna a provozována již od poloviny dvacátých let, na těžké rychlíky na horských tratích ale nestačila. S jejím vývojem a výrobou se začalo po zkušenosti z konce druhé dekády, kdy Československé státní dráhy (ČSD) zjistily, že nedisponují dostatečným počtem rychlíkových lokomotiv. Nedostávaly se především na trať z Prahy do Přerova, z Prahy do Bratislavy a také na bývalou trať Košicko-bohumínské dráhy z Košic do Žiliny. Celkem 9 kusů řady 486.0 bylo vyrobeno s přestávkami mezi lety 1933–1938 a všechny stroje vydržely v provozu až do přelomu šedesátých a sedmdesátých let, kdy je nahradily nové elektrické lokomotivy. Do současnosti se zachovaly dvě lokomotivy čísel 007 a 008.

## Cesta křadě 486.0

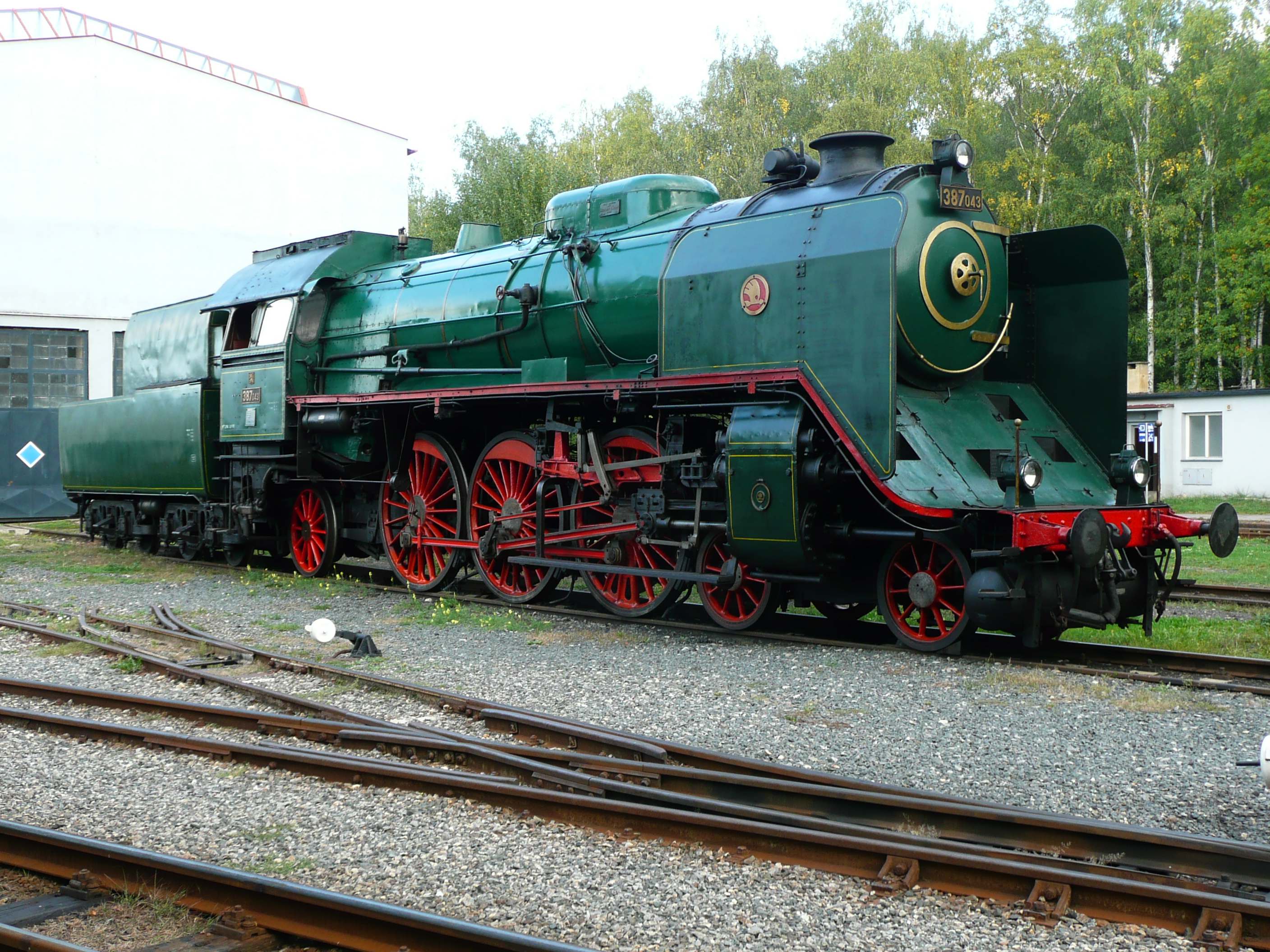
Lokomotiva řady 387.0

Jednou z posledních železničních společností, které zůstaly v soukromých rukou i po první světové válce, byla Košicko-bohumínská dráha (KBD). Nově vzniklé Československé státní dráhy na tratích KBD převzaly provoz až k 1. únoru 1921 a to s sebou také přineslo nutnost nákupu nových lokomotiv především pro vedení rychlíků na této hlavní trati, spojující průmyslové Slezsko se Slovenskem. Jako první byly v polovině dvacátých let vyrobeny lokomotivy řady 387.0, které sice pro dopravu lehkých vlaků s minimem zastávek vyhovovaly, u těžších souprav ovšem jejich výkon nebyl dostačující. Po roce 1930 proto začaly ČSD poptávat nový typ rychlíkové lokomotivy se čtyřmi spřaženými dvojkolími a vyšším výkonem.

## Poptávka nových lokomotiv a zkoušky
Zakázku na prototyp obdrželi oba hlavní výrobci parních lokomotiv v tuzemsku – ČKD a Škodovy závody. Každá továrna vyrobila jeden prototyp a tyto byly vzájemně porovnávány. Stroj 486.001 byl stavěn v Plzni a předán koncem prosince 1933, ČKD svůj výrobek označilo jako 486.101 a dodalo až 19. dubna 1934. Krátce nato vyrobilo ČKD i dva další stroje, shodné s předchozím. Lokomotivy byly porovnávány se starší řadou 455.0 i mezi sebou především na trati Praha – České Velenice, ale i na jiných ramenech. Přestože oba stroje výkonem vyhověly, škodovácká lokomotiva vykázala přibližně o 10 % nižší spotřebu paliva, vody a také lepší jízdní vlastnosti (především při vyšších rychlostech), navíc za ni výrobce požadoval o 50 000 Kč méně (tedy 1 270 000 Kč). Přesto ČKD získalo zakázku na stavbu dvou lokomotiv, ale podle dokumentace Škoda. Ostatní lokomotivy již měly být vyrobeny v Plzni.

## Sériová výroba
Na základě předchozích zkoušek byla ve Škodě zahájena roku 1935 stavba strojů 486.002 a 003 a ve stejnou dobu i čísel 004 a 005 v ČKD. Všechny čtyři lokomotivy byly zákazníkovi předány postupně během podzimu téhož roku. Doobjednávka na další dva stroje přišla roku 1936 a poslední dvojice byla zařazena do provozu až v roce 1938. Celkem tak bylo vyrobeno 12 lokomotiv, z toho devět řady 486.0 a tři řady 486.1. Tím výroba ve své době nejvýkonnějších tuzemských rychlíkových lokomotiv skončila, jelikož s nastupující světovou válkou dostala přednost zbrojní výroba. 
Z výroby stroje přebíraly výtopny na Masarykově nádraží, ve Vršovicích a Přerově, po zkouškách ovšem některé stroje odcházely do svých plánovaných působišť. V Čechách tak zůstala pouze čísla 001, 008 a 009 ve výtopně Praha Masarykovo nádraží, zbylé stroje byly přiděleny do Spišské Nové Vsi. Řada 486.1 sloužila po dodání v Přerově.

## Pravidelný provoz

### Do konce druhé světové války
V prvních letech provozu byly lokomotivy nasazeny tam, kde jich bylo nejvíce potřeba – na těžkých rychlících na hlavní trati KBD z Košic do Žiliny, zejména ve sklonově náročném úseku mezi domovskou Spišskou Novou Vsí a Liptovským Mikulášem. Nahradily zde starší stroje řady 387.0, které tímto krokem buď přešly na méně důležité vlaky, nebo byly předány jinam. Pražské lokomotivy sloužily na osobních vlacích do Pardubic a České Třebové, doplňkově také na rychlících do Drážďan. Oběhy a provozní záznamy z tohoto období se zachovaly jen ve velmi malém počtu a zdroje se rozcházejí, proto se můžeme pouze domnívat, jaké vlaky přesně lokomotivy vozily a zdali nebyly využívány i na jiných ramenech. Tento model provozu zůstal přibližně zachován až do konce druhé světové války, i když vzhledem k válečným podmínkám (např. omezení jízd osobních vlaků) není vyloučeno příležitostné nasazování lokomotiv na dalších výkonech. Některé lokomotivy posloužily i k vedení vojenských vlaků při odsunu německé armády po osvobození v květnu 1945.
Za pozornost stojí fakt, že ve válečném období patřily lokomotivy dvěma různým subjektům – tři pražské stroje protektorátním BMB – ČMD, zatímco zbylé slovenské stroje tamním SŽ (Slovenské železnice).

### Po roce 1945

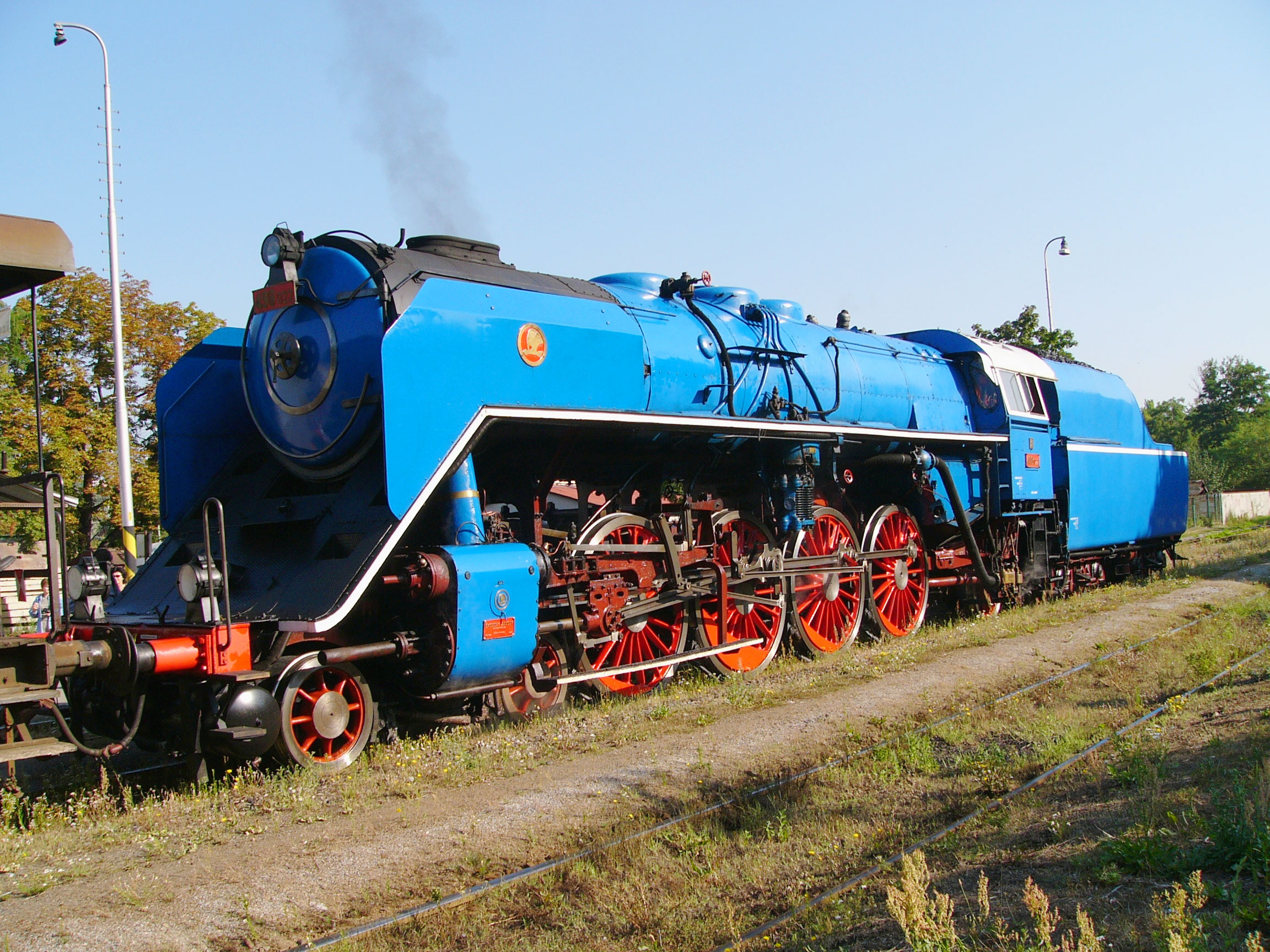
Řada 498.0

Ještě krátce poté si řada 486.0 udržovala svoje výkony, snaha o rychlou obnovu válkou zničené země ale kladla citelně zvýšené nároky i na železniční dopravu a dráhy proto začaly uvažovat o dodávce zdokonalených lokomotiv pro vedení nejdůležitějších dálkových vlaků napříč celým Československem. V této době byly české stroje také zapůjčovány z Prahy do Přerova či Chomutova k pokrytí jejich výkonů. 

#### Nástup řady 498.0
Požadavku na výrobu nových rychlíkových lokomotiv bylo vyhověno velmi rychle a již v prosinci 1946 byla znovuobnoveným ČSD předána první lokomotiva řady 498.0. Tento typ vývojově z řady 486.0 vychází a jsou provedeny úpravy, respektující soudobé technologie; díky tomu je také mimo jiné zvýšena maximální rychlost na 120 km/h. Do června roku 1947 bylo vyrobeno všech 40 objednaných lokomotiv a to znamenalo v nasazení řady 486.0 významné změny.

### Pozdní slovenské období a vyřazení

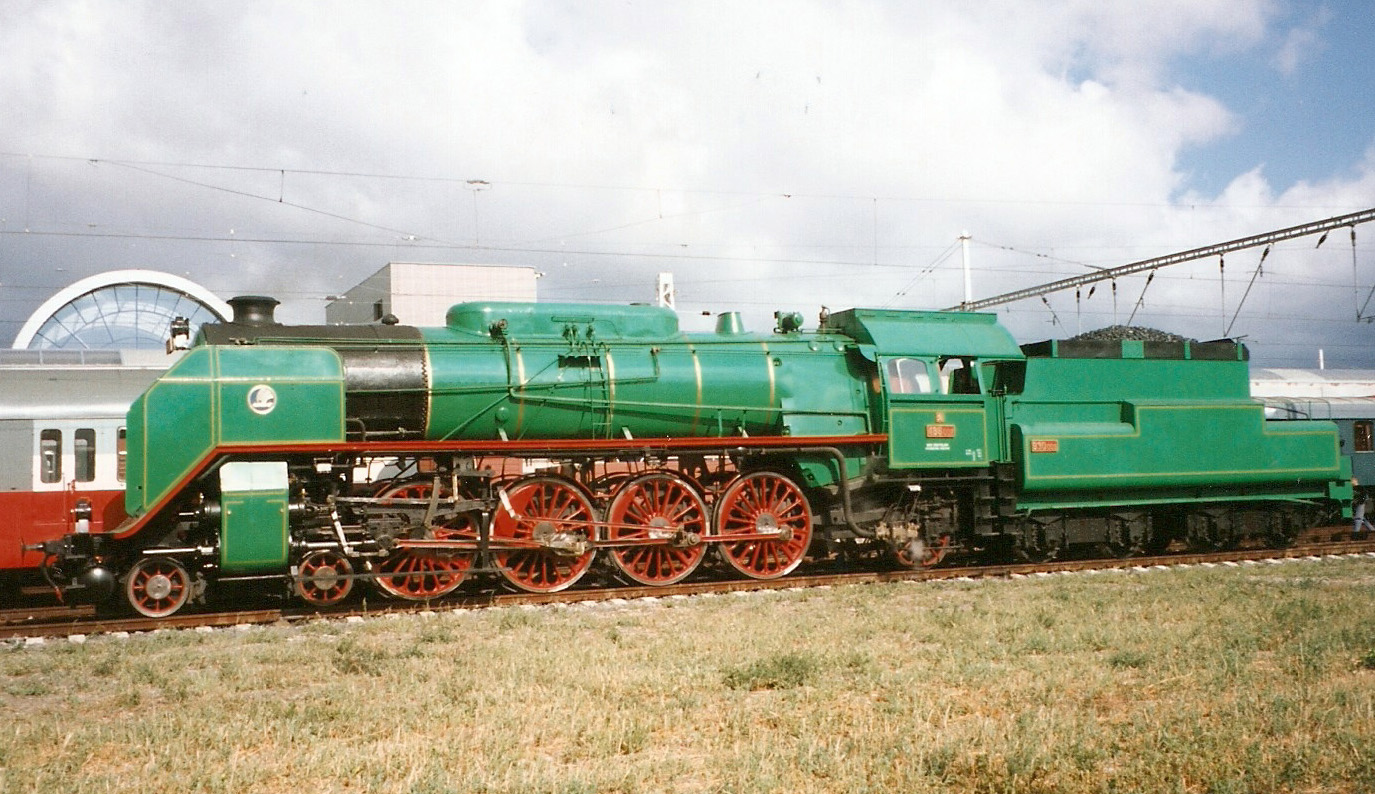
Muzejní lokomotiva 486.007, pohled z profilu

Po zařazení řady 498.0 do provozu definitivně starší stroje opouští české země – všechny tři stroje jsou předány do Bratislavy, kam jsou zároveň odeslány i zbývající stroje ze Spišské Nové Vsi. Celých 9 strojů se zde sešlo během roku 1948 a společně byly nasazeny na osobní vlaky a rychlíky na trati do Žiliny, méně také do Nových Zámků. Výkonově na tyto vlaky vyhovovaly a staly se tak jejich koloritem po dalších více než 15 let. Počátkem padesátých let byly na lokomotivy dosazeny mechanické přikladače uhlí, aby tak mohla stroj vést pouze dvoučlenná osádka a obsluha byla podstatně snazší. Také byla montována moderní dyšna Kylchap, odkalovače a provedeny další úpravy vedoucí k zhospodárnění provozu a pohodlnější obsluze.
Přes svůj nižší výkon, rychlost i složitější tříválcovou konstrukci vydržely všechny stroje v provozu až do druhé poloviny 60. let, kdy byl zahájen elektrický provoz v Bratislavě a okolí. Parní lokomotivy rázem přišly o mnoho výkonů a již třicetileté stroje řady 486.0 byly mezi prvními na seznamu řad k odstavení. Jako první byla 4. prosince 1968 zrušena nejmladší lokomotiva 486.009 a ostatní stroje dosluhovaly na podřadných osobních vlacích v okolí slovenské metropole. Dvě lokomotivy následovaly počátkem roku 1971 a zbylých šest strojů najednou ke dni 7. května 1971. Pravidelný provoz řady 486.0 tímto datem po 35 letech skončil a většinu „jejich“ vlaků převzaly právě nové elektrické lokomotivy.

## Zachované lokomotivy

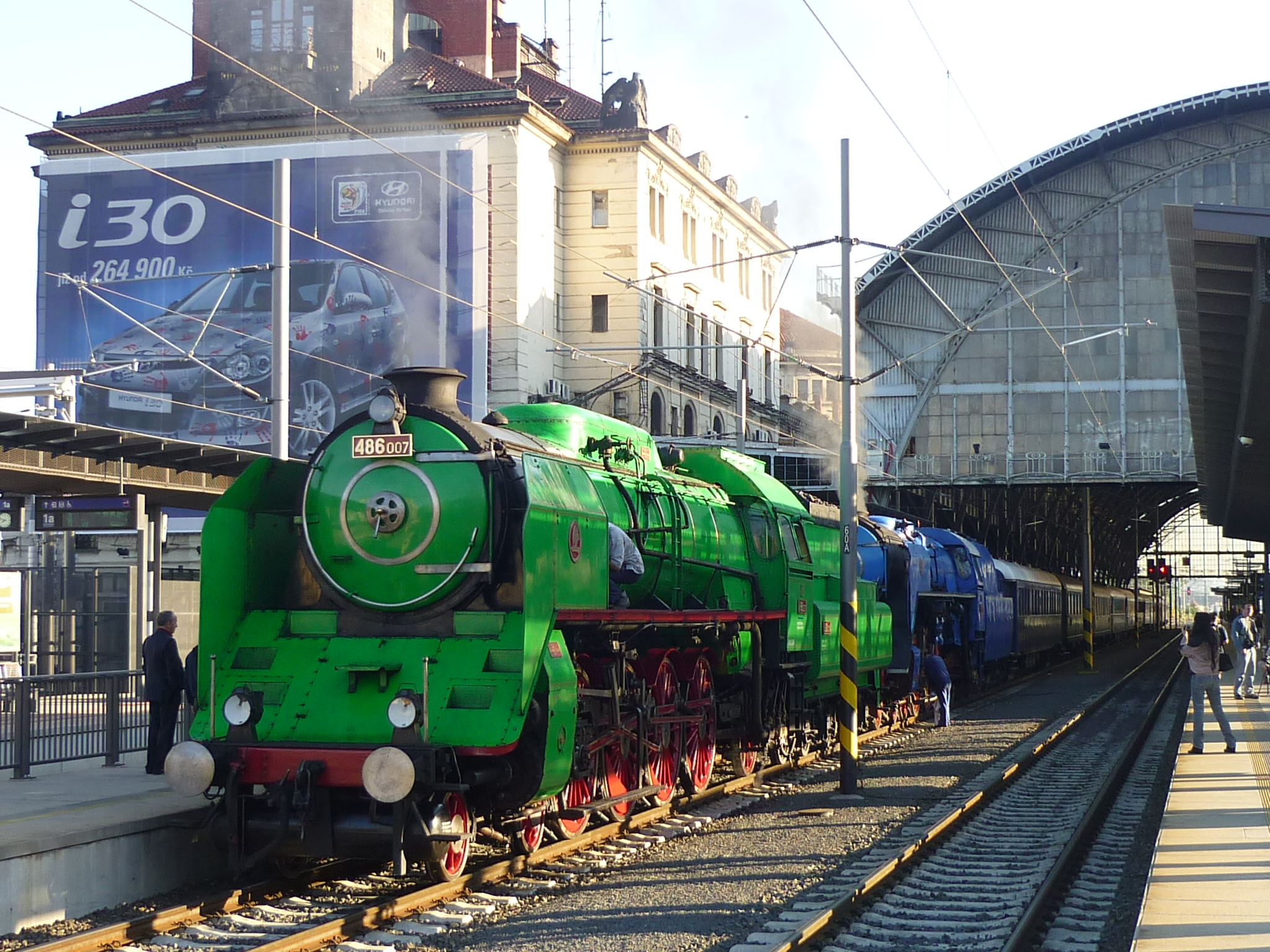
Řada 486.0 se dostala i do čela Winton Trainu

Z devíti vyrobených strojů se do současnosti dochovaly dva exempláře čísel 007 a 008. První jmenovaný stroj byl zrušen v Bratislavě 22. ledna 1971 a prodán jako vytápěcí kotel do Panelárny v Púchově. Jako sice ne zcela kompletní, ale funkční stroj jej koncem sedmdesátých let získal připravovaný železniční skanzen v České Třebové, který však nakonec nikdy nevznikl. Roku 1983 je přesunut do sbírek Múzejno – dokumentačného centra (MDC) v Bratislavě a odtud si jej vzal do péče Spolok Výhrevňa Vrútky, který provedl hlavní opravu vedoucí až k úplnému zprovoznění, k němuž došlo v roce 1998. Stroj je však provozován s větším tendrem řady 930.0. Mezi lety 2013–2016 byl stroj odstaven pro propadlou revizi kotle, po další opravě se veřejnosti poprvé znovu představil na akci Železnica pre deti v červnu 2016.
Stroj čísla 008 byl zrušen spolu s ostatními v květnu 1971 a poté prodán podniku Banské stavby Brezno, závod Prievidza. Do Bratislavy se vrátil roku 1983 už jako součást sbírek MDC a později posloužil jako zdroj dílů při opravě svého staršího kolegy. Nyní je zakonzervován a uchováván v depozitáři MDC.

## Řada 486.1
Méně známou je trojice řady 486.1 z ČKD, zpočátku tvořící jakéhosi „soupeře“ řadě 486.0. Po vítězství škodovácké lokomotivy ve zkouškách skončily tyto lokomotivy ve stínu úspěšnějších konkurentů, přestože byly jinak svými technickými parametry plně srovnatelné.

### Rozdíly mezi 486.0 a 486.1
Zatímco řada 486.0 z produkce plzeňské Škody v podstatě navazovala na starší řadu 387.0 a mnoho technických řešení převzala právě od ní, typ 486.1 představuje ve vývoji lokomotiv ČKD zcela samostatnou kapitolu. Nejvýznamnější odlišností je především využití uspořádání pojezdu 1´D 2´, v českém prostředí ojedinělé. I díky němu podle svědectví pamětníků trpěly lokomotivy zvláštním houpáním, především při nejvyšších rychlostech.
Dalším rozdílem mezi oběma typy byl kotel většího průměru, díky čemuž měla řada 486.1 také větší roštovou plochu. Na řadu 486.1 nikdy nebyl dosazen mechanický přikladač ani nebyla provozována s vhodnými tendry, proto byla zejména ke konci provozu pověstnou pro svou velmi namáhavou obsluhu (také kvůli nefunkčním přihrnovadlům v tendru).

### Provoz
Po dodání byly všechny stroje přiděleny do Přerova a sloužily zde v osobní dopravě. Koncem třicátých let odtud odešly do Prahy a poté do Chomutova s určením pro hlavní trať do Ústí nad Labem a také Prahy. Po válce se ocitly v Bohumíně a krátce sloužily také na trati, pro kterou byly původně určeny – úsek bývalé KBD z Bohumína do Žiliny.
Na podzim 1951 došly do Veselí nad Moravou, které se zároveň stalo později i jejich posledním depem. Krátce nato, v květnu 1952, odchází celá řada do výtopny Brno-Horní Heršpice. Zde byly nasazeny do osobní i nákladní dopravy na „Vlárské dráze“ z Brna přes Veselí až do Nového Mesta nad Váhom, případně i Žiliny. Po téměř na den přesně devíti letech se všechny lokomotivy vrací koncem května 1961 do Veselí a je to pro ně přesun poslední. Veselská kapitola jejich provozu je poměrně dobře zdokumentována a z dostupných pramenů je známo i to, že počátkem 60. let prošly rekonstrukcí pístů a vypouzdření parních válců. Dosluhovaly jako náhrada při nedostatku řady 475.1 a případně i jiných stále na Vláře a definitivně byly odstaveny zřejmě během roku 1967. Stroje 486.102 a 103 poté ještě sloužily několik let jako vytápěcí kotle, do roku 1974 ale byly oba zlikvidovány.